# Xenostega
Xenostega là một chi bướm đêm thuộc họ Geometridae.